# Andrew Lang
Andrew Lang (31. března 1844 Selkirk – 20. července 1912, Banchory, Kincardineshire) byl skotský intelektuál, básník, romanopisec, literární kritik a antropolog. Dnes je nejvíce znám jako sběratel pohádek a folklorista.

## Život
Lang byl nejstarší z osmi dětí úředníka Johna Langa a jeho ženy Jane Plenderleath Sellarové. Základní vzdělání nabyl v Selkirkské základní škole a poté navštěvoval Edinburskou akademii, University of St Andrews a Balliol College v Oxfordu. Jako novinář, básník, kritik a historik si brzy vybudoval reputaci všestranně nadaného spisovatele. Zemřel na angínu pectoris.